# Mycalesis kivuensis
Mycalesis kivuensis är en fjärilsart som beskrevs av James John Joicey och Talbot 1923. Mycalesis kivuensis ingår i släktet Mycalesis och familjen praktfjärilar. Inga underarter finns listade i Catalogue of Life.